# Bernardo de Alcobaça
Bernardo de Alcobaça (? - 1478) foi um monge da Ordem de Cister que, no século XV fez a tradução da Vita Christi, de Ludolfo Cartusiano, que veio a ser publicada no reinado de D. João II.